# العلاقات البرازيلية السورية
العلاقات البرازيلية السورية هي العلاقات الثنائية التي تجمع بين البرازيل وسوريا.

## مقارنة بين البلدين
هذه مقارنة عامة ومرجعية للدولتين:
| وجه المقارنة                                              | البرازيل | سوريا                    |
| --------------------------------------------------------- | --- | ------------------------ |
| المساحة (كم2)                                             | 8.52 مليون | 185.18 ألف               |
| عدد السكان (نسمة)                                         | 202.66 مليون | 18.27 مليون              |
| الكثافة السكانية (ن./كم²)                                 | 23.79 | 98.66                    |
| العاصمة                                                   | برازيليا، ريو دي جانيرو | دمشق                     |
| اللغة الرسمية                                             | برتغالية برازيلية، Brazilian Sign Language ‏ | اللغة العربية            |
| العملة                                                    | ريال برازيلي، كروزيرو ريال برازيلي ‏، كروزيرو البرازيلية (1990–1993)، البرازيلي كروزادو نوفو، كروزادو برازيلي، cruzeiro ‏، كروزيرو البرازيلية (1942–1967)، الريال البرازيلي (قديم) | ليرة سورية               |
| الناتج المحلي الإجمالي (بليون دولار)                      | 2.06 تريليون | 60.20 مليار              |
| الناتج المحلي الإجمالي (تعادل القوة الشرائية) بليون دولار | 3.22 تريليون |                          |
| الناتج المحلي الإجمالي الاسمي للفرد دولار أمريكي          | 8.54 ألف |                          |
| الناتج المحلي الإجمالي للفرد دولار أمريكي                 | 15.89 ألف |                          |
| مؤشر التنمية البشرية                                      | 0.754 | 0.594                    |
| رمز المكالمات الدولي                                      | +55 | +963                     |
| رمز الإنترنت                                              | .br | .sy                      |
| المنطقة الزمنية                                           | | ت ع م+02:00، ت ع م+03:00 |

## مدن متوأمة
في ما يلي قائمة باتفاقيات التوأمة بين مدن برازيلية وسورية:
- ترتبط بيلو هوريزونتي مع حمص باتفاقية توأمة منذ 2006.
- ترتبط ساو باولو مع دمشق باتفاقية توأمة منذ 2004.[15][15][15][15]

## منظمات دولية مشتركة
يشترك البلدان في عضوية مجموعة من المنظمات الدولية، منها:
| علم المنظمة | اسم المنظمة                        | تاريخ انضمام البرازيل | تاريخ انضمام سوريا |
| ----------- | ---------------------------------- | --------------------- | ------------------ |
|             | الاتحاد البريدي العالمي            | ?                     | ?                  |
|             | يونسكو                             | 4 نوفمبر 1946         | 16 نوفمبر 1946     |
|             | البنك الدولي للإنشاء والتعمير      | 14 يناير 1946         | 10 أبريل 1947      |
|             | وكالة ضمان الاستثمار متعدد الأطراف | 7 يناير 1993          | 14 مايو 2002       |
|             | الاتحاد الدولي للاتصالات           | 4 يوليو 1877          | 12 يناير 1924      |
|             | منظمة الشرطة الجنائية الدولية      | ?                     | ?                  |
|             | مؤسسة التمويل الدولية              | 31 ديسمبر 1956        | 28 يونيو 1962      |
|             | الأمم المتحدة                      | 24 أكتوبر 1945        | 24 أكتوبر 1945     |
|             | مؤسسة التنمية الدولية              | 15 مارس 1963          | 28 يونيو 1962      |
|             | منظمة حظر الأسلحة الكيميائية       | ?                     | ?                  |

## أعلام
هذه قائمة لبعض الشخصيات التي تربطها علاقات بالبلدين:
- راني يحيى (فنان قتال مختلط برازيلي، 12 سبتمبر 1984 – )
- سامي الدروبي (دبلوماسي سوري، 1921 – 1976)
- عمر أبو ريشة (10 أبريل 1910[21] – 15 يوليو 1990[21])
- كايتانو كاليل (لاعب كرة قدم برازيلي، 20 مايو 1984[22] – )

## وصلات خارجية
- موقع وزارة الخارجية البرازيلية